# سون أراسوكي

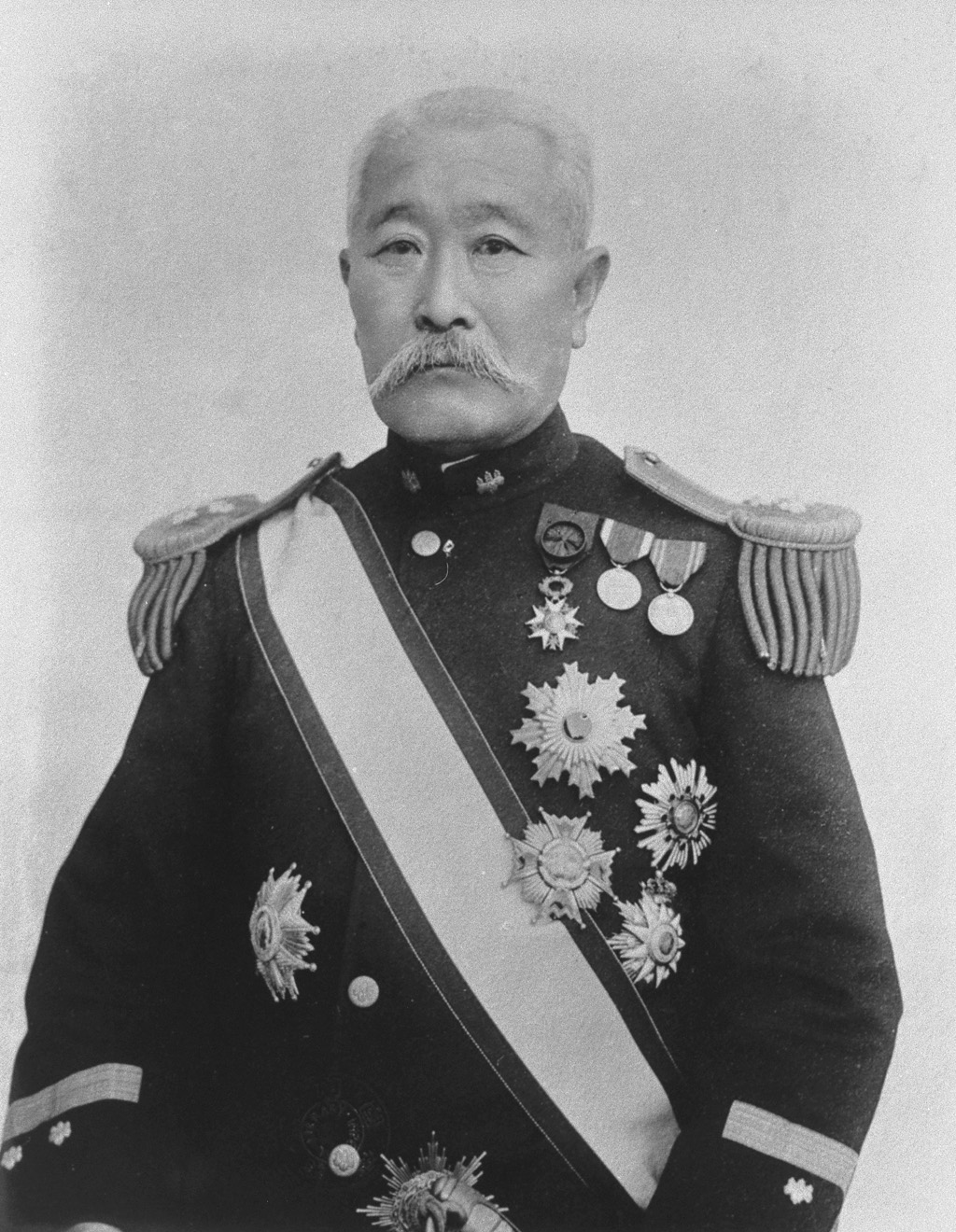
Sone Arasuke

سون أراسوكي ولد النبيل سون أراسوكي في 20 فبراير 1849 في منطقة Chōshū في اليابان وتوفي عن عمر يناهز 61 عامًا في 13 سبتمبر 1910 ، وهو سياسي ودبلوماسي ياباني كان ثاني مقيم عام في كوريا.

## السيرة الذاتية
وُلِد سون في عام 1849 في منطقة شوشو في مقاطعة ناجاتو ( محافظة ياماغوتشي الحالية ). كان أبوه متبنيا من طرف ساموراي من عشيرة هاجي وقاتل إلى الجانب الامبراطوري خلال حرب البوشين (1868-1869).
تم إرساله للدراسة في فرنسا وعمل في وزارة الحرب وحين عودته إلى اليابان، أصبح مديرًا لصحيفة الحكومة الرسمية وسكرتيرًا للمكتب التشريعي. في عام 1890 أصبح أول سكرتير رئيسي لمجلس النواب خلال الجلسة الأولى للبرلمان الياباني.
في عام 1892 تم انتخاب سون لعضوية مجلس النواب خلال الانتخابات التشريعية اليابانية وأصبح نائبًا للرئيس في العام نفسه. ثم أصبح السفير الياباني في فرنسا في عام 1893، وتفاوض معها على مراجعة المعاهدات غير المتكافئة بينهما.

## المناصب الحكومية
- وزير العدل في الحكومة الثالثة لإيتو هيروبومي.
- وزير الزراعة والتجارة في الحكومة الثانية لياماجاتا أريتومو.
- وزير المالية في الحكومة الأولى في كاتسورا تاري، ثم في مناصب أخرى.

## الحرب الروسية اليابانية
خلال الحرب الروسية اليابانية، وبمساعدة تاكاهاشي كوريكو وآخرين حصل سون على القروض الأجنبية اللازمة لتمويل نفقات الحرب. وفي عام 1900 عينه الإمبراطور ميجي في غرفة نظرائه. بعدها بعامين أصبح بارونا ( danshaku ) وفقا لنظام النبل kazoku. أصبح مستشارًا خاصًا في عام 1906 وترقي إلى منصب (Viscount (shishaku في العام التالي. تم تعيين سون نائبًا للمقيمين العامين لكوريا في عام 1907 ومقيما عاما في عام 1909.

## روابط خارجية
- المكتبة الوطنية للغذاء الحيوي والصور